# بيل فريزر
بيل فريزر (بالإنجليزية: Bill Fraser)‏ (3 يوليو 1907 في المملكة المتحدة - ) هو لاعب كرة قدم بريطاني في مركز مهاجم داخلي. لعب مع نادي ساوثهامبتون ونادي فولهام ونادي نورثامبتون تاون ونادي هارتلبول يونايتد وSalisbury City F.C. (1905) ‏ ونادي ألدرشوت.